# Авиапрад

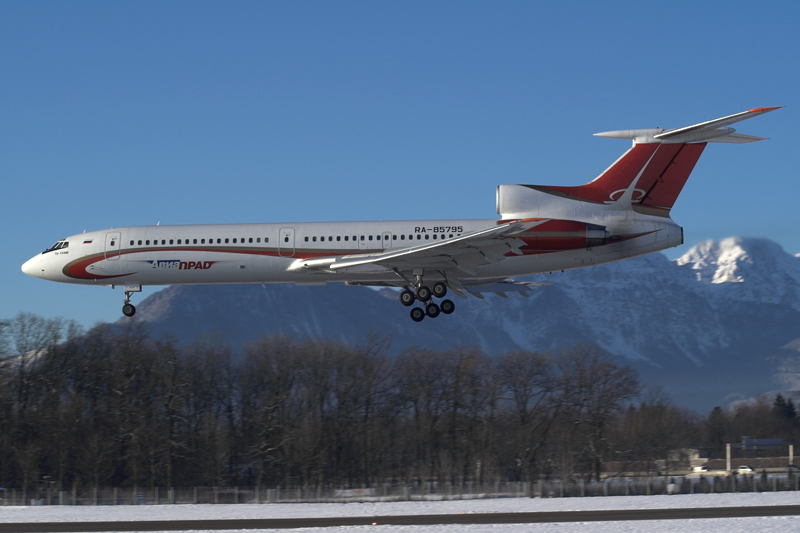
Ту-154М авиакомпании «Авиапрад» в аэропорту Зальцбурга

«Авиапрад» — российская авиакомпания, созданная в 1995 году в Екатеринбурге как компания грузовых авиаперевозок.
С 2006 года осуществляла пассажирские перевозки по региональным маршрутам из международного аэропорта «Кольцово» (Екатеринбург). Базировалась в «Кольцово», выполняя регулярные и чартерные пассажирские рейсы.
Её постоянные представительства действовали в Москве, Санкт-Петербурге, Челябинске, Сочи, Анапе и других городах России.
5 февраля 2008 года в городе Екатеринбурге авиакомпании «Уральские авиалинии» и «Авиапрад» подписали соглашение, в соответствии с которым ЗАО «Авиапрад» прекращает свою производственную деятельность, а ОАО Авиакомпания «Уральские авиалинии» принимает всё имущество банкрота, а также обязательства по перевозке пассажиров, которые купили билеты на рейсы «Авиапрада».
В 2019 году появилась информация что компания планирует возобновить деятельность по грузовым перевозкам с новыми собственниками и получить новый сертификат эксплуатанта.

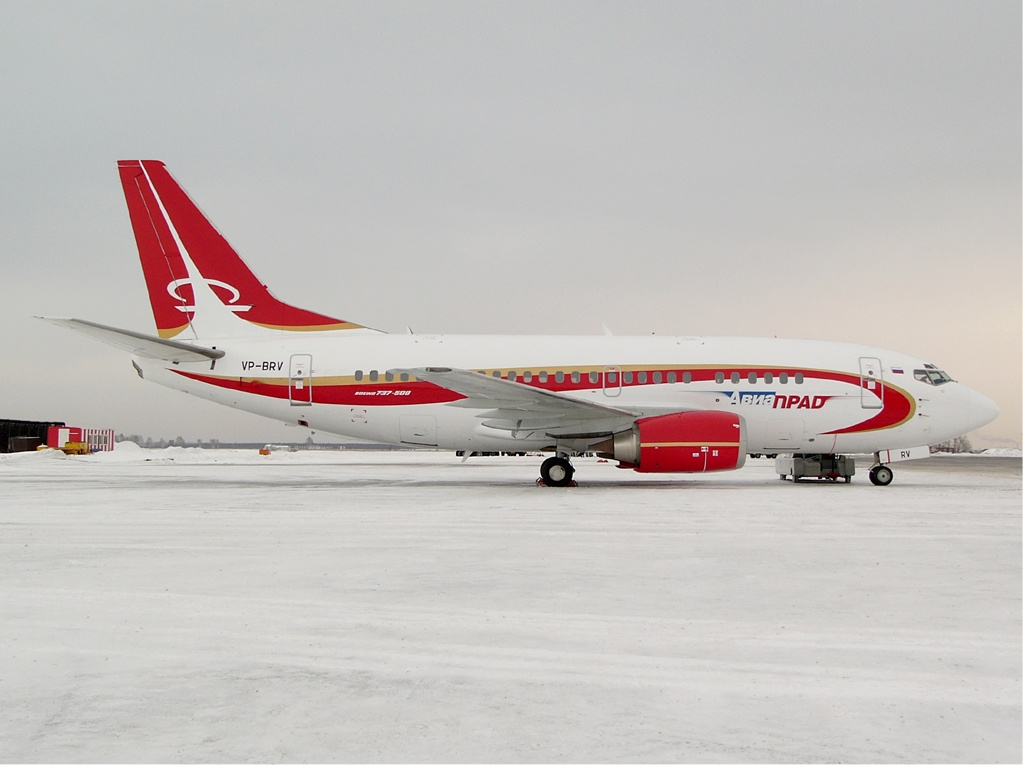
Boeing 737-500 «Авиапрад» в аэропорту Толмачёво